# Osamu Tezuka
Osamu Tezuka (japonsky 手塚 治虫 Tezuka Osamu, 3. listopadu 1928 Tojonaka, Osaka – 9. února 1989) byl japonský umělec, animátor, producent a doktor (lékařskou praxi však nikdy nevykonával), který se proslavil především svými manga příběhy. Mezi jeho nejznámější díla patří Tecuwan Atomu (v aj Astro boy) či Janguru Taitei. Díky novátorským postupům ve svých mangách je často nazýván Bůh mangy nebo japonský Disney. Je pohřben v tokijském chrámu Souzen-dži.

## Život

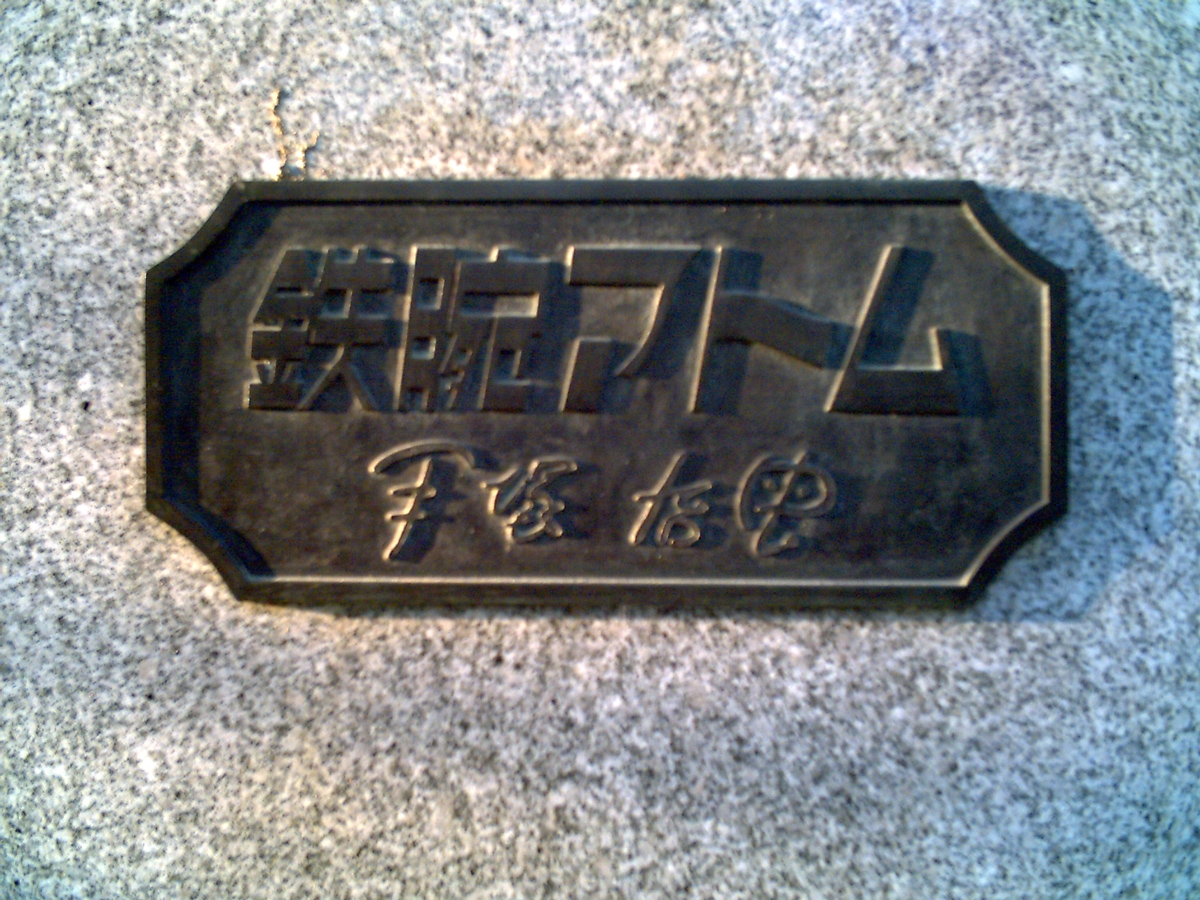
Plaketa Tetsuwan Atomu v parku Saitama ve městě Han'nó

Osamu Tezuka byl nejstarší ze tří synů Tezuky Jutaky. Narodil se ve městě Tojonaka v Osacké prefektuře, později, v roce 1933 se jeho rodina přestěhovala do města Takarazuka v prefektuře Hjogo. Navštěvoval základní školu v Osace, kde pod dohledem svého učitele jménem Inui Hideo nakreslil svůj první příběh ve stylu manga – Pin Pin Sei-čan. Později, ve svých jedenácti letech, nakreslil další krátké příběhy, které se mezi žáky i učiteli staly velmi populární.
V této době se Tezuka začal zajímat o hmyz a podle svého nového zájmu si zvolil pseudonym, Osamu, pod kterým od té doby začal tvořit. Jméno Osamu Tezuka se píše v kandži jako 手塚 治虫. Jeho pravé jméno je 手塚 治. Tezuka si přidal poslední znak 虫, což znamená hmyz. Zájem o život hmyzu se tak promítl i do příběhů, které kreslil.
V 18 letech nakreslil a napsal 73 krátkých stripů s názvem Máčan no Nikkičó, které poprvé vyšly v časopise Mainiči šimbun. O rok později vydal mangu s názvem Šin Takaradžima (česky Nový ostrov pokladů), jehož příběh byl založen na povídce Sakai Šičima. Manga měla nečekaný úspěch a prodalo se jí více než 400 tisíc kopií.
Ve 23 letech dokončil Osackou univerzitu a o rok později se přestěhoval do Tokia, kde pokračoval ve své tvorbě. Právě v této době Tezuka stvořil nejznámější postavu v historii mangy – robotího chlapce Astro, který se objevil v manze Tecuwan Atom. Za další dva roky se stal jedním z nejlépe placených umělců své doby v Japonsku.

## Muzeum

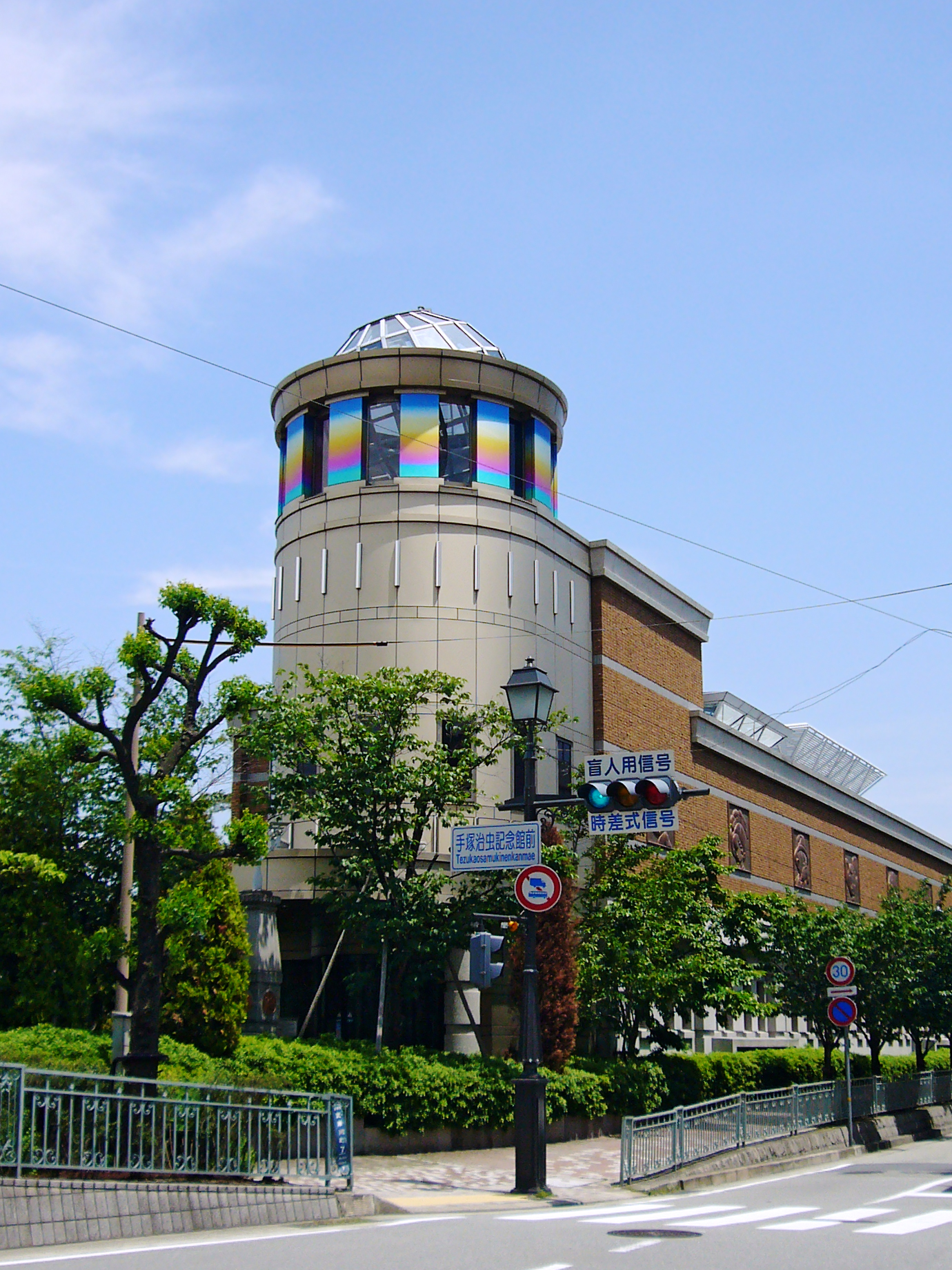
Muzeum Osamu Tezuky v japonském městě Takarazuka

Na počest Osamu Tezuky bylo v roce 1994 otevřeno ve městě Takarazuka (Japonsko) muzeum (japonsky 宝塚市立手塚治虫記念館). Budova má tři patra o celkové rozloze 1400 m². V přízemí je pro návštěvníky přichystán animační workshop, kde si mohou vytvořit svoji vlastní animaci. V dalším patře jsou imitace rukou a nohou některých postav z Tezukových příběhů a promítací sály, kde je možné zhlédnout některé anime série. V posledním patře je knihovna, která obsahuje více než 500 titulů Tezukových mang (některá vydání jsou i cizojazyčná).

## Ocenění
- 1958 — Ocenění Šogakukan Mangašó za mangu Biiko-čan.[6]
- 1975 — Ocenění Bungeišundžú.
- 1975 — Ocenění Nihon Mangaka Kjókai Šó za mangu Black Jack.[7]
- 1977 — Ocenění Kodansha Manga Award za mangu Black Jack a Micume ga tóru.
- 1983 — Ocenění Šogakukan Mangašó za mangu Hidamari no Ki.[6]
- 1985 — Ocenění na Hirošima International Animation Festival za Onboro-Film.
- 1986 — Ocenění Kodansha Manga Award za mangu Adolf.
- 1989 — Speciální ocenění Nihon SF Taišo.[8]
- 1989 — Ocenění Zuihóšo – 3. úroveň.
- 2004 — Ocenění Will Eisner Comic za mangu Buddha (1. a 2. díl).
- 2005 — Ocenění Will Eisner Comic za mangu Buddha (3. a 4. díl).[9]

## Tezukovy mangy v češtině
V češtině vydává Tezukovy mangy nakladatelství Crew. 
- Zpráva pro Adolfa 1-2 (1983-1985, orig.:Adorufu ni Tsugu, 2019) - získal dvě ceny Muriel, za nejlepší překlad a za nejlepší překladový komiks

- Black Jack: Chlapec, který zemřel dvakrát a další příběhy (1973-1983, orig.:Burakku Jakku, 2022)